# PCMTD1
PCMTD1 (англ. Protein-L-isoaspartate (D-aspartate) O-methyltransferase domain containing 1) – білок, який кодується однойменним геном, розташованим у людей на короткому плечі 8-ї хромосоми. Довжина поліпептидного ланцюга білка становить 357 амінокислот, а молекулярна маса — 40 675.
| 10         |  | 20         |  | 30         |  | 40         |  | 50         |
| ---------- |  | ---------- |  | ---------- |  | ---------- |  | ---------- |
| MGGAVSAGED |  | NDDLIDNLKE |  | AQYIRTERVE |  | QAFRAIDRGD |  | YYLEGYRDNA |
| YKDLAWKHGN |  | IHLSAPCIYS |  | EVMEALKLQP |  | GLSFLNLGSG |  | TGYLSTMVGL |
| ILGPFGINHG |  | IELHSDVVEY |  | AKEKLESFIK |  | NSDSFDKFEF |  | CEPAFVVGNC |
| LQIASDSHQY |  | DRIYCGAGVQ |  | KDHENYMKIL |  | LKVGGILVMP |  | IEDQLTQIMR |
| TGQNTWESKN |  | ILAVSFAPLV |  | QPSKNDNGKP |  | DSVGLPPCAV |  | RNLQDLARIY |
| IRRTLRNFIN |  | DEMQAKGIPQ |  | RAPPKRKRKR |  | VKQRINTYVF |  | VGNQLIPQPL |
| DSEEDEKMEE |  | DNKEEEEKDH |  | NEAMKPEEPP |  | QNLLREKIMK |  | LPLPESLKAY |
| LTYFRDK    |  |            |  |            |  |            |  |            |

A: Аланін

C: Цистеїн

D: Аспарагінова кислота

E: Глутамінова кислота

F: Фенілаланін

G: Гліцин

H: Гістидин

I: Ізолейцин

K: Лізин

L: Лейцин

M: Метіонін

N: Аспарагін

P: Пролін

Q: Глутамін

R: Аргінін

S: Серин

T: Треонін

V: Валін

W: Триптофан

Задіяний у такому біологічному процесі, як альтернативний сплайсинг. 
Локалізований у цитоплазмі, мембрані.